# Цветки (Московская область)
Цветки — деревня в Можайском районе Московской области, в составе сельского поселения Замошинское. Численность постоянного населения по Всероссийской переписи 2010 года — 6 человек. До 2006 года Цветки входили в состав Семёновского сельского округа.
Деревня расположена на западе района примерно в 26 км к юго-западу от Уваровки, на безымянном правом притоке реки Рудня, высота над уровнем моря 242 м. Ближайшие населённые пункты — Горбуны на юге и Кусково на юго-западе.